# Thaumastoptera calceata
Thaumastoptera calceata är en tvåvingeart som beskrevs av Josef Mik 1866. Thaumastoptera calceata ingår i släktet Thaumastoptera och familjen småharkrankar. Inga underarter finns listade i Catalogue of Life.